# (6145) Riemenschneider
(6145) Riemenschneider es un asteroide perteneciente al cinturón de asteroides, región del sistema solar que se encuentra entre las órbitas de Marte y Júpiter, más concretamente a la familia de Herta, descubierto el 26 de septiembre de 1960 por Cornelis Johannes van Houten en conjunto a su esposa también astrónoma Ingrid van Houten-Groeneveld y el astrónomo Tom Gehrels desde el Observatorio del Monte Palomar, Estados Unidos.

## Designación y nombre
Designado provisionalmente como 2630 P-L. Fue nombrado Riemenschneider en homenaje a Tilman Riemenschneider, escultor alemán en piedra y madera. Vivió en Würzburg y sirvió como alcalde de la ciudad. Durante el 'Bauernkrieg' de 1525 estuvo del lado de los campesinos, que perdieron la guerra. Esto probablemente resultó en ser torturado, y no hay constancia de que continuara esculpiendo después de ese tiempo. En el sur de Alemania y Austria existen muchos altares salidos de sus manos, especialmente en Rothenburg, Creglingen, Heidelberg y Würzburg.

## Características orbitales
Riemenschneider está situado a una distancia media del Sol de 2,425 ua, pudiendo alejarse hasta 2,888 ua y acercarse hasta 1,962 ua. Su excentricidad es 0,190 y la inclinación orbital 3,111 grados. Emplea 1379,66 días en completar una órbita alrededor del Sol.

## Características físicas
La magnitud absoluta de Riemenschneider es 14,5. 